# 17 juni
17 juni är den 168:e dagen på året i den gregorianska kalendern (169:e under skottår). Det återstår 197 dagar av året.

## Återkommande bemärkelsedagar

### Nationaldagar
- Islands självständighetsdag (till minne av självständigheten från Danmark denna dag 1944)

### Tidigare nationaldagar
- Västtysklands nationaldag (1954 – 1989, det återförenade Tysklands nationaldag är Tag der Deutschen Einheit  3 oktober)

## Namnsdagar

### I den svenska almanackan
- Nuvarande – Torborg och Torvald
- Föregående i bokstavsordning
  - Botulf – Namnet fanns, till minne av Sankt Botulf en engelsk abbot i Lincolnshire på 600-talet, på dagens datum före 1901, då det utgick.
  - Torborg – Namnet infördes på dagens datum 1901 och har funnits där sedan dess.
  - Torhild – Namnet infördes på dagens datum 1986, men utgick 1993.
  - Toril – Namnet infördes på dagens datum 1986, men utgick 1993.
  - Torvald – Namnet infördes 1986 på 26 februari, men flyttades 1993 till dagens datum och har funnits där sedan dess.
- Föregående i kronologisk ordning
  - Före 1901 – Botolf
  - 1901–1985 – Torborg
  - 1986–1992 – Torborg, Torhild och Toril
  - 1993–2000 – Torborg och Torvald
  - Från 2001 – Torborg och Torvald
- Källor
  - Brylla, Eva (red.): Namnlängdsboken, Norstedts ordbok, Stockholm, 2000. ISBN 91-7227-204-X
  - af Klintberg, Bengt: Namnen i almanackan, Norstedts ordbok, Stockholm, 2001. ISBN 91-7227-292-9

### Finlandssvenska almanackan
- Nuvarande från 2020[1] – Börje, Birger
- I föregående revideringar[a][2]
  - 1929–1994 – Germund
  - 1995–2019 – Birger, Börje

## Händelser
- 653 – Den bysantinske kejsaren Konstans II låter fängsla påven Martin I i Lateranen och för honom först till den grekiska ön Naxos och därefter till Konstantinopel. Påven har nämligen ådragit sig kejsarens vrede genom att dels låta bli att invänta dennes godkännande av hans tillträde (vilket är norm vid denna tid), dels fördöma den så kallade monoteletistiska läran, som säger att Jesus bara hade en enda vilja – den gudomliga. Påven har dessutom fördömt kejsarens skrivelse Typos, som förbjuder strid i frågan om monoteletismen (denna strid har pågått inom kyrkan i flera år vid denna tid), och den tidigare kejsaren Herakleios brev Hecthesis från 638, där denne har angett monoteletismen som kejsarens officiella ståndpunkt. I Konstantinopel döms Martin I av den grekisk-ortodoxa kyrkan som kättare och rebell och förs sedan till Krimhalvön, där han avlider 655.
- 1300 – Åbo domkyrka, som sedan slutet av 1200-talet har uppförts vid Aura å i Åbo, invigs och biskopssätet för den östra svenska rikshalvan (Finland) flyttas därmed från det tidigare Korois två kilometer därifrån. Dagen därpå överflyttas även det finska nationalhelgonet biskop Henriks reliker från Nousis kyrka till den nya domkyrkan. Åbo förblir sedan biskopssäte för hela Finland till mitten av 1500-talet, då området delas i två stift (Åbo och Viborg). Uppsala är sedan 1164 Sveriges ärkebiskopssäte, men sedan Finland har blivit ryskt 1809 blir Åbo 1817 ärkestift för Finland, vilket det är än idag (2025).
- 1397 – Den 15-årige Erik av Pommern, som har varit kung av Norge sedan 1389 och av Danmark och Sverige sedan 1396, kröns till kung över de tre rikena i Kalmar. I Norge har han redan blivit krönt 1392, men kröningen för detta land återupprepas nu. En knapp månad senare upprättas ett kröningsbrev för Erik, där det bekräftas att han är kung över alla tre rikena och en vecka efter det utfärdas även ett unionsbrev, där unionen mellan de tre länderna (som efter orten får namnet Kalmarunionen) officiellt upprättas. Eftersom brevet är skrivet på papper och inte pergament har dess äkthet och giltighet dock av sentida forskare blivit ifrågasatt.
- 1707 – Läkaren och professorn Johan Jacob Döbelius grundar officiellt en hälsobrunn i Ramlösa i Helsingborg i Skåne, sedan han under några år tidigare har undersökt den järnrika springbrunn, som finns på platsen och funnit, att den lämpar sig för hälsokurer. Brunnen blir allt viktigare under 1700-talet, då brunnsdrickning blir allt populärare, och upplever sin storhetstid i början av 1800-talet. Efter första världskriget minskar brunnsdrickning i popularitet och själva brunnsverksamheten läggs ner 1973. På 1890-talet har man i Ramlösa dock upptäckt en ny, mer alkalisk källa, vilken lägger grunden för försäljning av buteljerat vatten, vilken pågår än idag (2025).
- 1739 – På väg hem från Osmanska riket blir det svenska sändebudet och diplomaten Malcolm Sinclair mördad i Schlesien i Österrike av två ryska officerare, eftersom han under sin resa också har sökt spionera på Ryssland under det pågående rysk-osmanska kriget. När hans resesällskap, den franske köpmannen Couturier, blir frisläppt beger sig denne till Stockholm och berättar för myndigheterna om mordet och detta, i kombination med att författaren Anders Odel skriver den så kallade Sinclairvisan, i vilken han skildrar en påhittad version av mordet, leder till att rysshatet ökar markant i det svenska riket. Detta är i sin tur en av orsakerna till att Sverige två år senare går i krig mot Ryssland.
- 1775 – En styrka på omkring 3 000 britter besegrar en här på 2 400 amerikaner i slaget vid Bunker Hill (som dock egentligen huvudsakligen utspelar sig vid den intilliggande Breed’s Hill). Slaget blir dock en pyrrhusseger för britterna under det amerikanska frihetskriget, eftersom erövringen av kullarna Breed’s Hill och Bunker Hill inte nämnvärt påverkar den pågående Bostons belägring positivt för dem, men de lider stora förluster (nära en tredjedel av styrkan), medan amerikanerna däremot kan dra sig tillbaka för att omgruppera och slaget för dem visar, att de relativt otränade amerikanska rebellerna kan stå emot den erfarna brittiska armén.
- 1940 – Sedan Sovjetunionen har inlett en invasion av Lettland den 15 juni och av Estland och Litauen den 16 juni blir alla de tre baltiska staterna ockuperade av Sovjet denna dag. Under sommaren slår Röda armén ner motståndet i Baltikum och i augusti utropas de tre staterna som sovjetrepubliker. Även om tyskarna invaderar och ”befriar” dem året därpå ockuperas de på nytt av Sovjet 1944 och förblir sedan sovjetrepubliker till 1991.
- 1944 – Island, som har tillhört Norge och sedan Danmark sedan medeltiden, men sedan 1918 har varit ett kungarike i personalunion med Danmark, utropar sig som självständig republik.[3] Sedan 1940 har Island stått under fredlig brittisk och senare amerikansk ockupation och kommunikationerna med det av Tyskland ockuperade Danmark har varit brutna. Därför har politikern Sveinn Björnsson under ockupationen varit riksföreståndare och blir nu, efter en isländsk folkomröstning tidigare under året, president, då den nya självständiga staten blir republik. I Danmark finns visst motstånd mot den isländska självständigheten, men då landet ännu är ockuperat av tyskarna är det inte mycket att göra åt och den danske kungen Kristian X skickar en gratulationshälsning till det isländska folket.
- 1953 – Dagen efter att en strejk har utbrutit bland byggnadsarbetare i Östberlin eskalerar konflikten till ett folkligt uppror i hela Östtyskland mot den östtyska regeringen. Upproret är en protest mot regeringens planer på att höja både skatter och priser i Östtyskland, samtidigt som man vill öka arbetstiden med 10 % utan motsvarande höjning av lönerna och planerna är tänkta att börja tillämpas den 30 juni, som är den östtyske ledaren Walter Ulbrichts 60-årsdag, genom vad man kallar ”systematisk tillämpning av socialismen” (tyska: planmäßiger Aufbau des Sozialismus). Upproret blir brutalt nedslaget av de sovjetiska styrkorna i Östtyskland och den östtyska polisen. Det verkliga antalet dödsoffer blir aldrig känt och även om den officiella siffran är 55 döda visar nyare beräkningar, att det kan ha varit uppåt 125 stycken. Tidiga västtyska beräkningar anger över 500 döda under själva upproret och över 100 avrättade efteråt. En uppgift om att 17 eller 18 sovjetiska soldater senare ska ha blivit avrättade, för att de ska ha vägrat skjuta på de östtyska arbetarna, har inte kunnat styrkas, ens efter öppnandet av de hemliga arkiven på 1990-talet. Även om upproret i stort blir nedslaget den 17 juni förekommer fortsätta protester på över 500 platser i Östtyskland under de följande dagarna. Redan året därpå börjar man i Västtyskland högtidlighålla minnet av upproret, genom att den 17 juni varje år fira ”Den tyska enhetens dag” (tyska: Tag der deutschen Einheit), vilket man gör fram till Berlinmurens fall 1989.
- 1956 – Efter en vecka avslutas ryttardelen av olympiska sommarspelen i Stockholm, där Sverige har tagit flest guld (tre stycken), medan det gemensamma väst- och östtyska laget har tagit flest medaljer (två guld, tre silver och ett brons). Årets sommar-OS hålls egentligen i australiska Melbourne mellan 22 november och 8 december, men ryttarspelen har måst förläggas utanför det brittiska samväldet, på grund av karantänsbestämmelserna för införandet av hästar där och valet av Stockholm har gjorts redan 1954.
- 1972 – Fem personer blir tagna på bar gärning, när de gör inbrott i det demokratiska partiets högkvarter i kontorskomplexet Watergate i den amerikanska huvudstaden Washington, D.C. Detta blir inledningen på den så kallade Watergateaffären, där det sedermera visar sig att kännedom om inbrottet, vars syfte är att för demokraternas motståndare republikanerna skaffa sig information om motståndarpartiet inför presidentvalet senare samma år, finns högt upp i den republikanska partiledningen, till och med hos den sittande presidenten Richard Nixon. Skandalen framkommer dock inte i särskilt hög grad före valet, vilket leder till att Nixon vinner det, men då den rullas upp i början av hans andra presidentperiod 1973 leder den till, att han 1974 tvingas avgå i förtid.
- 1974 – Kung Karl XVI Gustaf inviger Turbinhuset i Västerås som gjorts om till arbetslivsmuseum.

## Födda
- 1239 – Edvard I, kung av England och herre över Irland 1272-1307
- 1655 – Cornelius Cruys, norsk-nederländsk viceamiral
- 1682 – Karl XII, kung av Sverige 1697-1718
- 1703 – John Wesley, brittisk präst och teolog, grundare av metodismen
- 1742 – William Hooper, amerikansk advokat och politiker, medlem av kontinentalkongressen för North Carolina 1774–1777
- 1769 – Johan Stenhammar, svensk skald, ledamot av Svenska Akademien 1797-1799
- 1790 – Abel P. Upshur, amerikansk whigpolitiker, USA:s utrikesminister 1843-1844
- 1815 – Thekla Knös, svensk författare, psalmförfattare, poet och översättare
- 1818 – Charles Gounod, fransk klassisk kompositör
- 1827 – Per Gustaf Näslund, svensk hemmansägare och riksdagsman
- 1828 – Fredrik Pettersson, svensk hemmansägare och riksdagspolitiker
- 1830 – Jeremiah McLain Rusk, amerikansk republikansk politiker, guvernör i Wisconsin 1882–1889, USA:s jordbruksminister 1889-1893
- 1836 – Clas Theodor Odhner, svensk riksarkivarie, ledamot av Svenska Akademien 1885-1904
- 1843 – Ehrenfried von der Lancken, svensk jurist, ämbetsman och riksdagsman
- 1852 – Fredrik Franson, svensk-amerikansk väckelsepredikant och missionär
- 1875 – Göta Klintberg, svensk skådespelare
- 1880 – Carl Van Vechten, amerikansk fotograf och författare
- 1881 – Adolf Meyer, tysk arkitekt
- 1882 – Igor Stravinskij, rysk tonsättare
- 1884
  - Torsten Kreuger, svensk industrialist, bankman och tidningsägare
  - Wilhelm, svensk prins, författare och dokumentärfilmare
- 1885 – Karin Ek, svensk författare
- 1888 – Heinz Guderian, tysk militär, generalöverste 1940
- 1894 – Wilhelm Schepmann, tysk general, chef för SA-trupperna 1943–1945
- 1895 – Ruben Rausing, svensk företagare, grundare av företaget Tetra Pak
- 1896 – Rudolf Petersson, svensk manusförfattare, konstnär och serietecknare, skapare av 91:an Karlsson
- 1900 – Martin Bormann, tysk nazistisk politiker, stabschef och privatsekreterare åt Adolf Hitler
- 1904 – J. Vernon McGee, amerikansk presbyteriansk teolog och radiopredikant
- 1910 – Heikki Konttinen, finländsk skulptör
- 1919 – Beryl Reid, brittisk skådespelare
- 1920 – François Jacob, fransk biolog, mottagare av Nobelpriset i fysiologi eller medicin 1965
- 1924 – Rune Larsson, svensk friidrottare, bragdmedaljör
- 1927 – Lucio Fulci, italiensk filmregissör, manusförfattare och skådespelare
- 1928 – Marianne Westman, formgivare, keramiker, textildesigner (död 2017)
- 1933 – H. Guy Hunt, amerikansk republikansk politiker, guvernör i Alabama 1987–1993
- 1935 – Börje Hörnlund, svensk centerpartistisk politiker och statsråd, Sveriges arbetsmarknadsminister 1991–1994, landshövding i Västernorrlands län 1996–2000
- 1942 – Mohamed ElBaradei, egyptisk juristforskare och diplomat, chef för Internationella atomenergiorganet (IAEA) 1997–2009, mottagare av Nobels fredspris 2005
- 1943 – Barry Manilow, amerikansk kompositör, pianist och sångare
- 1945
  - Tommy Franks, amerikansk armégeneral, befälhavare för det amerikanska centralkommandot 2000–2003
  - Eddy Merckx, belgisk tävlingscyklist
- 1946
  - David Crausby, brittisk labourpolitiker, parlamentsledamot 1997–2019
  - Ulf Dahlsten, svensk civilingenjör, civilekonom och socialdemokratisk politiker
  - Basia Frydman, svensk skådespelare (död 2016)
  - Marcy Kaptur, amerikansk demokratisk politiker, kongressledamot 1983–
- 1948 – Errol Norstedt, svensk kompositör, textförfattare, komiker, sångare och multiinstrumentalist med artistnamnet Eddie Meduza
- 1949 – Tom Corbett, amerikansk republikansk politiker, guvernör i Pennsylvania 2011–2015
- 1950 – Gheorghe Huțanu, rumänsk ishockeyspelare
- 1951 – Kerstin Granlund, svensk revyartist, sångare, skådespelare och komiker, medlem i humorgruppen Galenskaparna och After Shave
- 1953 – Vernon Coaker, brittisk labourpolitiker, parlamentsledamot 1997–2019
- 1957 – Jon Gries, amerikansk skådespelare, producent och regissör
- 1963 – Greg Kinnear, amerikansk skådespelare
- 1966 – Jason Patric, amerikansk skådespelare
- 1969 – Patric Kjellberg, svensk ishockeyspelare
- 1980 – Venus Williams, amerikansk tennisspelare
- 1982
  - Stina Segerström, svensk fotbollsspelare
  - Jodie Whittaker, brittisk skådespelare
- 1985 – Elsie Windes, amerikansk vattenpolospelare
- 1986 – Marie Avgeropoulos, kanadensisk skådespelare och modell
- 1987 – Kendrick Lamar, amerikansk rappare
- 1988 – Stephanie Rice, australisk simmare
- 1990 – Jordan Henderson, engelsk fotbollsspelare
- 1997 – KJ Apa, nyzeeländsk skådespelare, sångare och musiker
- 2000 – Odessa A'zion, amerikansk skådespelare

## Avlidna
- 676 – Adeodatus II, påve
- 1696 – Johan III Sobieski, 66, kung av Polen
- 1719 – Joseph Addison, 47, engelsk essäist, poet och politiker
- 1734 – Claude Louis Hector de Villars, 81, fransk militär, marskalk och generalmarskalk, ledamot av Franska akademien
- 1739 – Malcolm Sinclair, svensk adelsman, militär och diplomat
- 1839 – Lord William Bentinck, 64, brittisk politiker och militär, generalguvernör i Indien
- 1844 – Carl Petter Törnebladh, 69, svensk adelsman och politiker, Sveriges justitiestatsminister
- 1880 – James B. Howell, 63, amerikansk republikansk politiker, senator för Iowa
- 1887 – Hugo Birger, 33, svensk konstnär
- 1898 – Edward Burne-Jones, 64, brittisk prerafaelitisk målare och illustratör
- 1904
  - Nikolaj Bobrikov, 65, rysk militär och politiker, generalguvernör över Finland
  - Harvey Logan, amerikansk brottsling med smeknamnet Kid Curry
- 1928 – Edwin Meredith, 51, amerikansk publicist och demokratisk politiker, USA:s jordbruksminister
- 1940 – Arthur Harden, 74, brittisk biokemist, mottagare av Nobelpriset i kemi 1929
- 1946 – Eric Hallström, 52, svensk konstnär
- 1947 – Gunhild Robertson, 62, svensk skådespelare
- 1961 – Jeff Chandler, 42, amerikansk skådespelare
- 1963
  - Richard Baer, 51, tysk SS-officer, kommendant i koncentrationslägret Auschwitz
  - Alan Brooke, 1:e viscount Alanbrooke, 79, brittisk militär, fältmarskalk
- 1974 – Rabbe Enckell, 71, finlandssvensk modernistisk essäist och poet
- 1996 – Thomas Kuhn, 73, amerikansk filosof och professor
- 1999 – Basil Hume, 76, brittisk kardinal, ärkebiskop av Westminster
- 2001 – Donald J. Cram, 82, amerikansk kemist, mottagare av Nobelpriset i kemi 1987
- 2002 – Per Eric Nordquist, 61, svensk TV- och radioproducent och programledare
- 2003
  - Jan Danielson, 65, svensk naturjournalist, ekosof och TV-programledare
  - Paul Harland, 43, nederländsk science fiction-författare
- 2004 – Sara Lidman, 80, svensk författare
- 2006 – Abdul-Halim Sadulajev, 40, tjetjensk separatistpresident
- 2007 – Gianfranco Ferré, 62, italiensk modeskapare
- 2008
  - Cyd Charisse, 87, amerikansk skådespelare och dansare
  - Ingela Agardh, 59, svensk journalist och TV-programledare
  - Tsutomu Miyazaki, 45, japansk seriemördare
- 2011 – Birgitta Hammar, 99, svensk översättare
- 2012 – Rodney King, 47, amerikansk byggnadsarbetare, känd för att polisbrutaliteten mot honom blev den utlösande faktorn till kravallerna i Los Angeles 1992
- 2014 – Ragnar Norrby, 71, svensk generaldirektör för Smittskyddsinstitutet
- 2020 – Jean Kennedy Smith, 92, amerikansk diplomat
- 2022 – Jean-Louis Trintignant, 91, fransk skådespelare